# Andreas Felder
Andreas Felder (n. 6 martie 1962, Hall în Tirol, Tirol, Austria) este un săritor cu schiurile ce a reprezentat Austria, medaliat olimpic. A participat la 3 ediții ale Jocurilor Olimpice (1984, 1988, 1992) în care a câștigat o medalie de argint.